# 대한민국 제20대 대통령 선거 혁명21 후보 선출
혁명21 제20대 대통령 후보 선출은 대한민국 제20대 대통령 선거에 입후보할 혁명21 후보자 선출을 위해 실시된 경선이다.

## 경과
혁명21은 2021년 12월 7일부터 12월 12일까지 당원 여론조사를 실시하여 독자적인 후보를 선출하기로 결정했다.

## 후보자
| 혁명21 제20대 대통령 선거 경선 후보 | 혁명21 제20대 대통령 선거 경선 후보 | 혁명21 제20대 대통령 선거 경선 후보 | 혁명21 제20대 대통령 선거 경선 후보 |
| 후보                                | 생년                                | 경력                                | 비고                                |
| ----------------------------------- | ----------------------------------- | ----------------------------------- | ----------------------------------- |
| 황장수                              | 1964년                              | 새천년민주당 당무위원 혁명21 당대표 |                                     |

## 일정
- 12월 14일~12월 20일: 경선 선거인단 모집
- 12월 21일: 선거인단 투표 실시
- 12월 22일: 최종 후보자 선출

## 결과
12월 21일에 실시한 선거인단 투표 결과 99.5%의 득표율로 단독 입후보한 황장수 당대표가 혁명21 최종후보자로 선출되었다. 이후 12월 22일 대통령 선거에 공식 출마하여 후보에 추대되었다. 그러나 황장수는 2022년 2월 10일에 황장수의 뉴스브리핑 유튜브 채널 커뮤니티에 올라온 공지를 통해 건강상 문제를 이유로 불출마한다고 밝혔다.
| 찬성  | 반대 |
| ----- | ---- |
| 99.5% | 0.5% |

## 같이 보기
- 대한민국 제20대 대통령 선거